# Clara François
Clara François (Gent, 2 maart 1989) is een internationale oud-roeister in open categorie uit Gent. Ze behaalde een zesde plaats op het FISA-Wereldkampioenschap Under 23 2011 te Amsterdam in het lichtgewicht-single-scull-nummer (skiff) en een negende op het WK te Brest (Wit-Rusland) in 2010 in de ongestuurde twee. Ze leerde roeien en is lid van de Koninklijke Roeivereniging Club Gent. Daar zijn ook leeftijdsgenoten en mede-internationals Izaak Vandenbussche en Damien Van Durme actief. François kwam op jonge leeftijd met de roeisport in aanraking door de visuele aantrekkingskracht van de plaatselijke Watersportbaan, en een sportkamp van de stad binnen haar huidige roeiclub aan de Yachtdreef van deze Watersportbaan. Ze heeft een uitgebreid nationaal palmares op diverse roeiregatta en het Nationaal Roeikampioenschap te Hazewinkel. Ze was studente aan de Universiteit Gent, aan de Universiteit van Iowa en vervolgens opnieuw aan de Universiteit Gent.